# Minimorum
Minimorum ist eine 2013 gegründete Funeral-Doom-Band.

## Geschichte
Adil Hajili begründete Minimorum 2013 als Soloprojekt. Damit ist Minimorum die erste Ein-Personen-Band Aserbaidschans sowie die erste Funeral-Doom-Band des Landes. Der in Sumqayit lebende Musiker veröffentlichte seine Musik anfänglich als Musikdownload im Selbstverlag. Lediglich das Album Autumn Tears erschien in Zusammenarbeit mit dem russischen Independent-Label GS Productions.

## Stil
Minimorum spielt einen stereotypen atmosphärischen Funeral Doom. Hajili bestätigt einen Einfluss durch Thergothon, verweist hinzukommend auf Woods of Ypres als bedeutende musikalische Inspiration für das eigene musikalische Schaffen. Hajili arrangiert im betont langsamen Tempo des Genres ein als atmosphärisch beschriebenes Gleichgewicht aus Growling, minimalistischen Gitarren- und Keyboard-Akkorden.

## Diskografie
- 2014: Ölüm məni çağırır (Single, Selbstverlag)
- 2014: Dark Light (Album, Selbstverlag)
- 2014: The Funeral on the Bridge (Album, Selbstverlag)
- 2015: Autumn Tears (Album, GS Productions)
- 2015: Resign from Life (Single, Selbstverlag)